# Certilleux
Certilleux is een gemeente in het Franse departement Vosges (regio Grand Est) en telt 251 inwoners (2005). De plaats maakt deel uit van het arrondissement Neufchâteau.

## Geografie
De oppervlakte van Certilleux bedraagt 5,9 km², de bevolkingsdichtheid is 42,5 inwoners per km².
De onderstaande kaart toont de ligging van Certilleux met de belangrijkste infrastructuur en aangrenzende gemeenten.

## Demografie
Onderstaande figuur toont het verloop van het inwonertal (bron: INSEE-tellingen).